# Красов (Волынская область)
Красов (укр. Красів) — село в Гороховской городской общине Луцкого района Волынской области Украины.
До 2020 года входило в Гороховский район.
Код КОАТУУ — 0720882002. Население по переписи 2001 года составляет 328 человек. Почтовый индекс — 45725. Телефонный код — 803379. Занимает площадь 14,45 км².